# 施佩伯爵号大巡洋舰
施佩伯爵号是德意志帝国海军于第一次世界大战期间建造的四艘马肯森级大巡洋舰的2号舰，为纪念在福克兰群岛海战中阵亡的原德国东亚分舰队司令、海军中将马克西米利安·冯·施佩伯爵而命名。它同样装备有八门350毫米主炮，但通过改良的炮塔，能够射的更远。如同其另外三艘姊妹舰一样，施佩伯爵号未能完工，并最终于1921至1922年间在基尔北堤拆解报废。

## 设计及建造
施佩伯爵号的全长为223（731英尺8英寸），舷宽30.4（99英尺9英寸），有9.3（30英尺6英寸）的吃水深度。它的设计排水量为31,000公噸（31,000長噸），满载排水量则可达35,300公噸（34,700長噸）。舰体采用西门子－马丁低碳钢以纵肋式结构建造，它们被分为十八个水密舱室和一个占龙骨长度比重为92%的双层船底。其三角架桅杆高60（196英尺10英寸），观察哨台设于水线以上35（114英尺10英寸）；另有一个36（118英尺1英寸）高的主桅杆用于支承无线电天线。舰体还采用了新式的球鼻舰艏，可有效减轻舰只的阻力，并有助于保持向前的浮力。动力由四台船用蒸汽轮机提供，以驱动四副直径为4.2（13英尺9英寸）的螺旋桨。蒸汽由32台船用锅炉供应，其中24台为燃煤式，另外8台为燃油式。舰内配备两个方向舵，各由一台主轴发动机提供动力。由此，施佩伯爵号动力装置的额定功率可达88,769匹軸馬力（90,000匹公制馬力；66,195千瓦特），最高速度为28節（52每小時），并且在最高速度为14節（26每小時）航速下的最大理论航程为8,000海里（15,000）。
马肯森号的主舰炮与其三艘姊妹舰相同，为八门分布在四座双联装炮塔内的350毫米45倍径速射炮，它们是以背负式布局成对安装在中央舰艛两端。然而，炮塔采用了Drh LC/1915型炮架，这是安装在马肯森号舰上的Drh LC/1914型的改进版本，可令施佩伯爵号的炮管提升至28°仰角，而非早期型号的20°。如此使得安装在Drh LC/1915型炮架内的火炮射程达到28,100（30,700碼）副炮则包括十四门150毫米45倍径速射炮和四门88毫米45倍径高射炮。鱼雷武器由五具600（24英寸）鱼雷发射管组成，预计装备26枚H8型鱼雷。
施佩伯爵号是为替代在1915年1月的多格尔沙洲海战中沉没的装甲巡洋舰布吕歇尔号而以“布吕歇尔代舰（Ersatz Blücher）”为代号订购，并于1915年11月30日在但泽的希肖船厂开始架设龙骨。它于1917年9月15日下水，随后展开舾装工作。舰只得名于东亚分舰队末任司令、海军中将马克西米利安·冯·施佩伯爵；在1914年12月8日爆发的福克兰群岛海战中，东亚分舰队遭到全歼，他本人亦阵亡。因此在下水仪式上，由前东亚分舰队司令、海军大将海因里希亲王发表演说，而施佩的遗孀——玛格丽特伯爵夫人（Margarete Gräfin von Spee）则主持为舰只命名。
舾装工作进展缓慢，在战争结束时，施工已完全停止；此时施佩伯爵号离竣工尚余大约12个月工期，但仍是全部四艘同级舰中完成度最高的一艘。舰只于1919年11月17日正式从海军名录中除籍；未完工的舰体于1921年10月28日作价440万马克售予拆船商，并在基尔北堤拆解报废。